# Massaker von Tamines

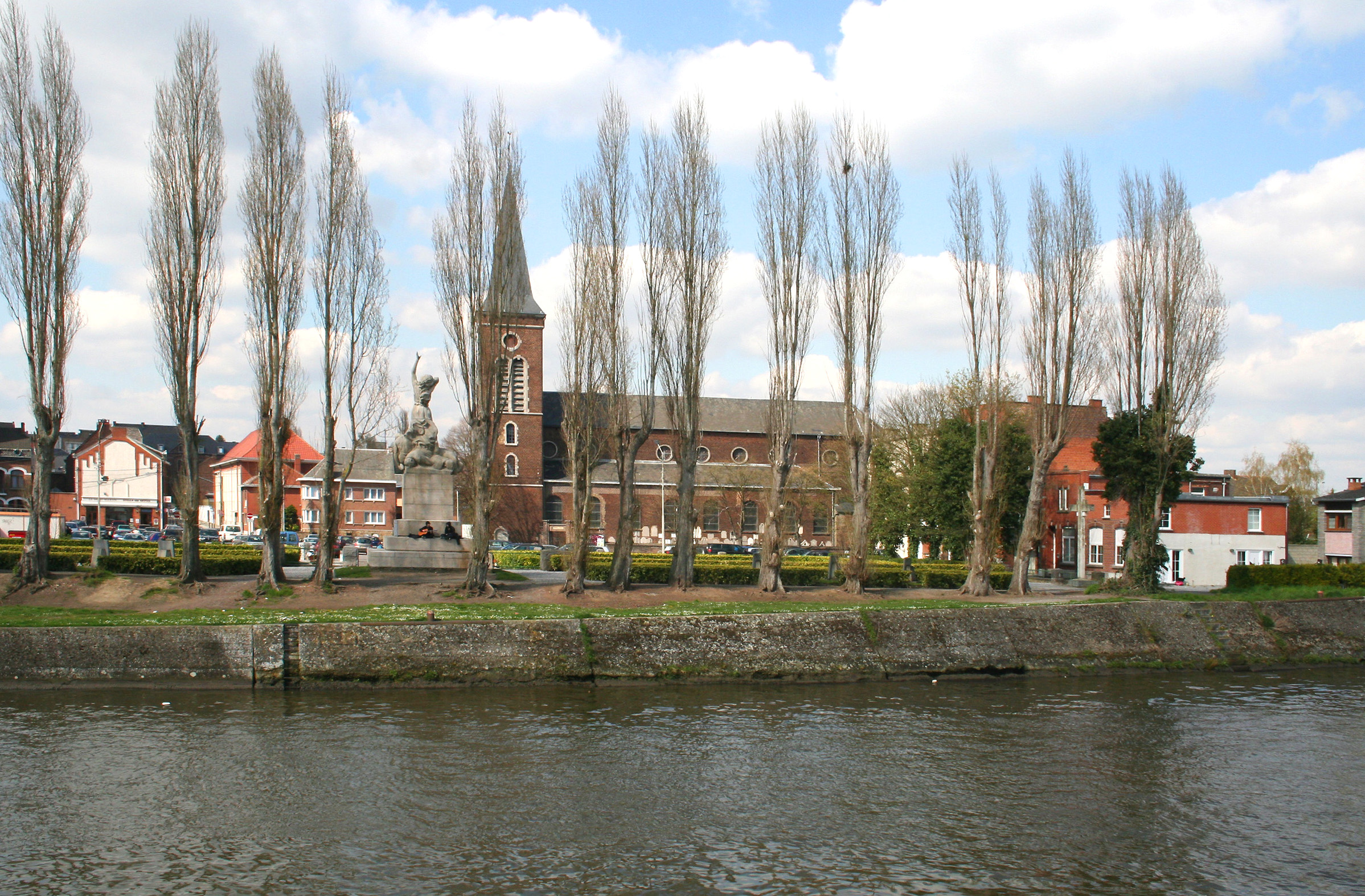
Tamines, die Sambre und das Denkmal

Das Massaker von Tamines war ein Kriegsverbrechen im Ersten Weltkrieg. Es wurde in der Zeit vom 21. bis 23. August 1914 in Tamines, heute Sambreville, in der belgischen Region Wallonien begangen. Deutsche Truppen erschossen 384 Zivilisten. Dies trug zur weltweiten antideutschen Stimmung bei.

## Vorgeschichte
Am Morgen des 4. August 1914 waren deutsche Kavallerieverbände zur Aufklärung auf belgisches Territorium – unter Missachtung der belgischen Neutralität – vorgerückt. Der deutsche Schlachtplan, der 1905 von General Alfred von Schlieffen (1833–1913) konzipiert und von seinem Nachfolger Helmuth von Moltke modifiziert worden war („Schlieffen-Plan“), sah einen Durchmarsch durch Belgien vor, um Frankreich von Norden her anzugreifen.
Die Neutralität Belgiens, die im Protokoll der Londoner Konferenz von 1831 besiegelt worden war, war durch den Einmarsch der deutschen Truppen verletzt worden und der Krieg damit erklärt. Wie es in der Verfassung vorgesehen war, übernahm König Albert I. das Kommando über die Armee. Das erste Mal in seiner Geschichte befand sich Belgien im Krieg.
Ab dem 3. August bestürmten die Erste und die Zweite deutsche Armee die Stadt Lüttich, um sie zu erobern. Die belgischen Verteidiger leisteten härteren Widerstand als es der Generalstab erwartet hatte; bei der Belagerung und Erstürmung der Stadt fielen rund 5000 deutsche Soldaten. Mit dem Fall von Lüttich (am 8. August kapitulierte das erste Fort, bis zum 14. die meisten anderen) war ein wichtiges Hindernis auf dem Weg nach Brüssel beseitigt.
General von Bülow, an der Spitze der Zweiten Armee, rückte in Richtung Namur und Charleroi vor.
Am 12. August erreichte er Huy, wo sich eine belgische Brigade festgesetzt hatte, nachdem sie die Maas überquert hatte. Am 20. August erschoss eine deutsche Kolonne auf Befehl v. Bülows in der Stadt Andenne mehr als zweihundert Zivilisten.
Die Zweite Armee setzte ihren Vormarsch in Richtung des Flusses Sambre (sie mündet in Namur in die Maas) fort und erreichte am 20. August die Gegend um Sambreville, zwischen Namur und Charleroi. Ihr gegenüber hatte die 19. Infanteriedivision des 10. Korps der französischen Armee Stellung bezogen. Unterstützt wurden die Franzosen von einem weniger bedeutenden Trupp der Gardes civiques von Charleroi.

## Ankunft der Deutschen in Tamines
Am Freitag gegen 6 Uhr morgens war eine deutsche Reiterpatrouille, bestehend aus fünf Ulanen, auf dem Weg von Velaine-sur-Sambre nach Ligny. Als sie gerade das Rathaus der Stadt Tamines (sie gehört zu Sambreville) erreicht hatte, eröffneten etwa dreißig französische Soldaten und einige Artillerieschützen der Garde civique das Feuer und verwundeten einen der Kavalleristen. Die übrigen vier flohen in Richtung des Waldes von Velaine. Der Verletzte war der erste Gefangene der Garde civique.
Dorfbewohner kamen aus ihren Häusern und riefen „Vive la Belgique!“ und „Vive la France!“  Diese Vorfälle gelten als Initialzündung für das folgende Massaker der Deutschen an der Zivilbevölkerung.
Am 21. August gegen fünf Uhr morgens überquerten deutsche Soldaten die Sambre, einige setzten sich an der Brücke fest, die anderen verteilten sich in den Straßen von Tamines und drangen in die Häuser ein, plünderten sie und steckten die Häuser in Brand. Ein Großteil der Bewohner, denen die Flucht nicht gelungen war, wurden gefangen genommen.

## Erschießung
Nach dem Bericht der amtlichen belgischen Untersuchungskommission von 1915 wurden am Abend des 22. August etwa 400 bis 450 Männer vor der Kirche zusammengetrieben, wo ein Erschießungspeloton das Feuer eröffnete. Nach Aussage der Zeugen setzte sich das Hinrichtungspeloton aus fünf übereinander aufgereihten Reihen von Schützen zusammen. Als der Schussbefehl gegeben wurde, warfen sich die Belgier auf den Boden, so dass nur wenige getroffen wurden. Trotz des Befehls wieder aufzustehen, blieben die Belgier auf dem Boden liegen und standen erst nach massiven Drohungen der Deutschen wieder auf, um unmittelbar darauf von einer weiteren Salve getroffen zu werden. Nach Zeugenaussagen wurde das Peloton von einem Maschinengewehr von der Brücke aus unterstützt, obwohl inzwischen die meisten Menschen bereits tödlich getroffen oder von den Leichen der Erschossenen bedeckt waren. Ab jetzt begannen die Deutschen wild auf die noch Stehenden zu schießen.
Nachdem das Peloton abgezogen war, kamen Soldaten mit Rotkreuz-Binden, begleitet von Soldaten mit aufgepflanzten Bajonetten, um sich der Verwundeten anzunehmen. Nach Zeugenaussagen waren aber viele der Schwerverletzten nicht mehr zu retten. Aus dem Fluss wurden um die hundert Leichen geborgen.

## Denkmal

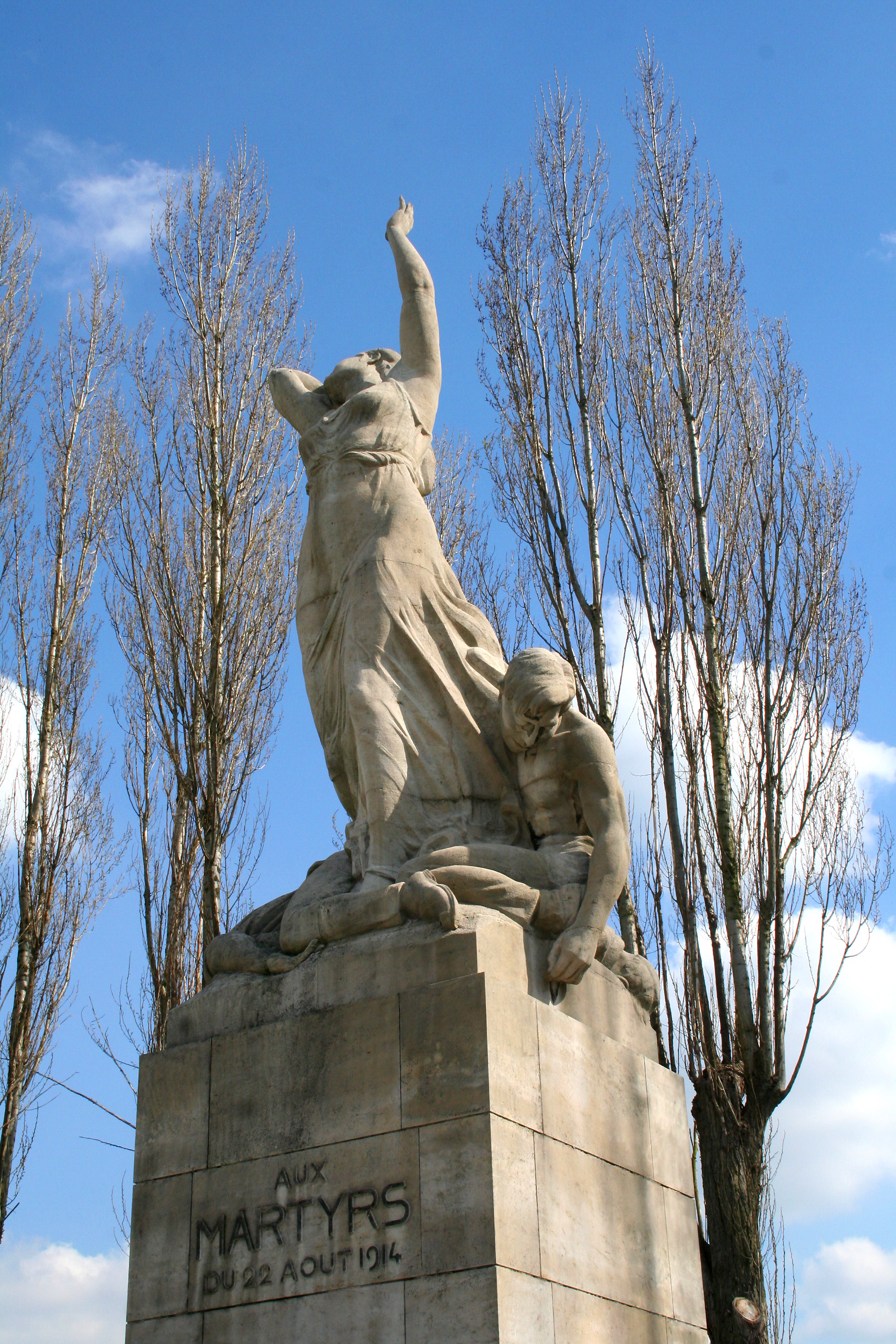
Denkmal für das Massaker von Tamines

Am 22. August 1926 wurde ein Denkmal für die Opfer des Massakers eingeweiht. Es ersetzte ein einfaches Holzkreuz von 1918, das an die Toten erinnerte. Über einem dreistufigen Sockel erhebt sich ein kubisches Postament mit einer allegorischen Figur, die die Freiheit symbolisiert. Zu ihren Füßen lagern die Körper von zwei Männern und einer Frau, stellvertretend für die Opfer des Massakers. Auf drei Tafeln sind die Namen der Opfer aufgelistet.